# Dorothy Lyman
Dorothy Lyman est une actrice, réalisatrice et productrice américaine née le 18 avril 1947 à Minneapolis, Minnesota (États-Unis).

## Filmographie

### Comme actrice
- 1971 : The 300 Year Weekend : Jean
- 1971 : A World Apart (série TV) : Julie Stark
- 1972-1973 : The Edge of Night (série TV) : Elly Jo Jameson
- 1975 : On ne vit qu'une fois ("One Life to Live") (série TV) : Sœur Margaret
- 1976-1980 : Another World (série TV) : Gwen Parrish Frame
- 1980 : Night of the Juggler : Nurse Jenny
- 1981-1983 : La Force du destin ("All My Children") (série télévisée)
- 1984 : Summer Fantasy (TV) : Dr Nancy Brannigan
- 1988 : Ollie Hopnoodle's Haven of Bliss (TV) : la mère de Ralph
- 1988 : The People Across the Lake (TV) : Ruth Mortimer
- 1990 : Camp Cucamonga (TV) : Millie Schector
- 1991 : Générations (Generations) (série télévisée) : Rebecca Whitmore
- 1991-1992 : Amour, Gloire et Beauté ("The Bold and the Beautiful") (série télévisée) : Bonnie Roberts
- 1993 : Young Goodman Brown : Sarah Good
- 1993 : Ruby in Paradise : Mildred Chambers
- 1993 : Jack l'ours (Jack the Bear) : Mrs. Morris
- 1994 : Tears and Laughter: The Joan and Melissa Rivers Story (TV) : Dorothy
- 1994 : Les Complices (I Love Trouble) de Charles Shyer : Suzie
- 1997 : Dinner and Driving : Rita
- 2001 : Blow : Juge (Chicago)
- 2001 : Speechless... : Mrs. Tanner
- 2005 : New York, unité spéciale (saison 7, épisode 11) : principale Parker
- 2006 : World Trade Center : Allison's Mother
- 2006 : Les Infiltrés (The Departed) de Martin Scorsese : une femme au bar

### Comme réalisatrice
- 1998 : The Simple Life ("The Simple Life") (série télévisée)
- 1999 : Payne (série télévisée)
- 2004 : Coming In